# Micrachne fulva
Micrachne fulva là một loài thực vật có hoa trong họ Hòa thảo. Loài này được Otto Stapf mô tả khoa học đầu tiên năm 1922 dưới danh pháp Brachyachne fulva. Năm 2015, Paul M. Peterson chuyển nó sang làm loài điển hình của chi mới thiết lập là Micrachne.

## Phân bố
Loài này là bản địa Angola, Cộng hòa Dân chủ Congo, Malawi, Tanzania, Zambia, Zimbabwe.